# Rio Lembá
O Rio Lembá é um curso de água do arquipélago de São Tomé e Príncipe, localizado no distrito de Lembá, ilha de São Tomé, corre para Oeste até encontrar o mar onde desagua entre a Praia de Santa Catarina e a Ponta Furada, frente ao local denominado Boca Bela, depois de receber as águas do Rio Cabumbé, que nasce no Monte Cabumbé que se eleva a 1403 metros de altitude.